# Größere Zwergspitzmaus

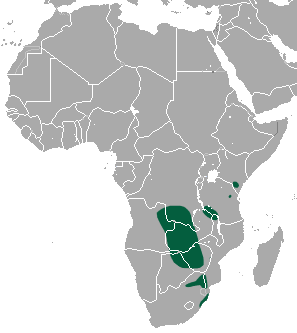
Verbreitungsgebiet der Größeren Zwergspitzmaus

Die Größere Zwergspitzmaus (Suncus lixus) ist ein Säugetier in der Gattung der Dickschwanzspitzmäuse, das im Süden Afrikas vorkommt.
Bis zu einer Revision im Jahre 2004 wurde das Taxon Suncus aequatorius in Suncus lixus eingefügt.

## Merkmale
Die Art erreicht eine Kopf-Rumpf-Länge von 52 bis 81 mm, eine Schwanzlänge von 36 bis 51 mm und ein durchschnittliches Gewicht von 4,9 g. Sie hat etwa 12 mm lange Hinterfüße und 5 bis 8 mm lange Ohren. Es ist keine deutliche Grenze zwischen dem graubraunen Fell der Oberseite und dem grauen Fell der Unterseite erkennbar. Die Vorderpfoten und die Hinterfüße sind weißlich gefärbt. Wie bei anderen Spitzmäusen ist der Kopf durch eine Spitze Schnauze, kleine Augen und abgerundete Ohren gekennzeichnet. Der Schwanz besitzt eine bräunliche Oberseite sowie eine weiße bis gelbe Unterseite. Bei Weibchen liegen sechs Zitzen im Leistenbereich.

## Verbreitung
Die Art hat mehrere disjunkte Populationen im Süden Afrikas vom Südosten der Demokratischen Republik Kongo und Süden Tansanias über den Westen Angolas, Sambia, Simbabwe, Malawi, Botswana und Mosambik bis in den Osten Südafrikas sowie bis Eswatini. Die Größere Zwergspitzmaus kann im Flachland und auf Hochebenen angetroffen werden. Sie hält sich vorwiegend in trockenen Savannen und in trockenen Wäldern auf. Andere Funde stammen aus Galeriewäldern, aus offenen Gebüschflächen, aus Landschaften, in denen Akazien vorherrschen, sowie aus Gärten in Vorstädten.

## Lebensweise
Die Größere Zwergspitzmaus legt ihr Nest gelegentlich in Termitenhügeln an. Vermutlich nimmt sie bei ungünstigen Verhältnissen zeitweilig einen Starrezustand (Torpor) ein. Die Nahrung besteht aus verschiedenen Insekten. In Südafrika erfolgt die Fortpflanzung meist in der Regenzeit im Januar. Ein Weibchen mit milchführenden Zitzen konnte dagegen im August dokumentiert werden. Pro Wurf werden oft drei Nachkommen geboren. Mehrere Exemplare fallen Schleiereulen zum Opfer.

## Bestandsgröße und Bedrohung
Die Größere Zwergspitzmaus wird im Verbreitungsgebiet nur selten gesichtet, doch die Gesamtpopulation könnte größer sein, als durch diese Funde nachgewiesen ist. Für den Bestand liegen keine Bedrohungen vor. Die Art kann sich an Landschaftsveränderungen anpassen und sie kommt in mehreren Schutzgebieten vor. Die Größere Zwergspitzmaus wird von der IUCN als „nicht gefährdet“ (least concern) gelistet.